# Sõmeru jõgi
Sõmeru jõgi är ett vattendrag i Estland.   Det ligger i landskapet Lääne-Virumaa, i den centrala delen av landet, 90 km öster om huvudstaden Tallinn.